# Zdravko Pavlić
Zdravko Pavlić, hrvatski bosanskohercegovački bivši nogometaš i nogometni trener. Igrao za Željezničar iz Sarajeva. Počevši od sezone 1945./46. igrao je za Željezničar dvije sezone. Trenirao je Željezničar 1945./46., 1952. i 1952./53. Željezničar je tad igrao u rangu Prvenstva grada Sarajeva, Podsaveznoj ligi grada Sarajeva i 1. saveznoj ligi. Kad ih je trenirao, doveo ih je do 1. mjesta u Sarajevskoj podsaveznoj ligi i 1. mjesta u kvalifikacijama za 2. saveznu ligu.